# شانتال رينو
شانتال رينو هي سياسية وممثلة كندية، ولدت في 26 أغسطس 1946.

## وصلات خارجية
- شانتال رينو على موقع IMDb (الإنجليزية)
- شانتال رينو على موقع ألو سيني (الفرنسية)
- شانتال رينو على موقع ميوزك برينز (الإنجليزية)
- شانتال رينو على موقع ديسكوغز (الإنجليزية)
- شانتال رينو على موقع قاعدة بيانات الفيلم (الإنجليزية)
- شانتال رينو على موقع كينوبويسك (الروسية)